# Tmesisternus lugubris
Tmesisternus lugubris är en skalbaggsart som beskrevs av Stefan von Breuning 1939. Tmesisternus lugubris ingår i släktet Tmesisternus och familjen långhorningar.
Artens utbredningsområde är Irian Jaya. Inga underarter finns listade i Catalogue of Life.